# Khvicha K'varatskhelia
Khvicha K'varatskhelia (in georgiano ხვიჩა კვარაცხელია?; IPA: [xvit͡ʃʰa kʼvaɾat͡sʰxɛlia]; Tbilisi, 12 febbraio 2001) è un calciatore georgiano, attaccante del Paris Saint-Germain e della nazionale georgiana.
Dopo aver vinto una Coppa di Russia con il Lokomotiv Mosca nel 2019, nella stagione 2022-2023 si è laureato campione d'Italia con il Napoli, venendo successivamente premiato come miglior giocatore assoluto del campionato di Serie A. Nel gennaio del 2025 si è poi trasferito al Paris Saint-Germain, con cui ha vinto un campionato francese (2024-2025), una Coppa di Francia (2024-2025), una UEFA Champions League (2024-2025) e una Supercoppa UEFA (2025).
È stato inoltre eletto per quattro volte consecutive calciatore georgiano dell'anno (2020, 2021, 2022 e 2023) ed inserito, nel 2023, sia nella Squadra dell'anno AIC che nella lista dei 30 candidati al Pallone d'oro, classificandosi in quest'ultima 17º.

## Biografia
È il figlio di Badri K'varatskhelia, allenatore ed ex calciatore che, pur essendo nato nell'ex RSS Georgiana, scelse di rappresentare l'Azerbaigian a livello internazionale. Ha due fratelli, Nika e Tornike.
Il 16 ottobre 2023 sposa Nitsa Tavadze, sua coetanea, in una cerimonia privata celebratasi col tradizionale rito georgiano presso il Monastero di Samtavro. Il 21 agosto 2024 nasce il suo primogenito Damiane.

## Caratteristiche tecniche
(Gianfranco Zola)
Ala sinistra dal fisico longilineo, può giocare su tutto il fronte offensivo. Pur essendo bravo con entrambi i piedi, predilige l'uso del destro, soprattutto per accentrarsi partendo dalla fascia opposta. Elegante nella corsa, dispone di una grande accelerazione palla al piede, oltre a essere abile nel dribbling, nella finalizzazione e nei calci piazzati. Dà il meglio di sé quando si trova in campo aperto, ed è anche in grado di creare occasioni da gol per i compagni, grazie alla buona visione di gioco.
Considerato uno dei migliori talenti mai espressi dal calcio georgiano, nell'estate del 2019 è stato indicato dalla UEFA come uno dei 50 giovani più promettenti per la stagione 2019-2020.

## Carriera

### Club

#### Gli inizi
Cresciuto nel settore giovanile della Dinamo Tbilisi, esordisce in prima squadra il 29 settembre 2017, nell'incontro di Erovnuli Liga pareggiato 1-1 contro il K'olkheti-1913 Poti. L'11 novembre successivo trova il primo gol da professionista con la maglia della Dinamo, siglando la rete del definitivo 1-0 contro la Shukura Kobuleti.
Nel marzo 2018 viene acquistato a titolo definitivo dal Rustavi. L'esperienza col nuovo club dura appena una stagione, durante la quale mette a segno 3 gol in 18 presenze.
Il 15 febbraio 2019 si trasferisce al Lokomotiv Mosca in prestito fino al termine del campionato. Con i moscoviti colleziona in totale 10 presenze, segnando anche una rete in Prem'er-Liga, nella vittoria interna per 4-0 contro il Rubin. Il 22 maggio il Lokomotiv vince la Coppa di Russia, superando in finale l'Ural; nell'occasione K'varatskhelia subentra durante i minuti finali della partita, conquistando così il suo primo trofeo in carriera. Il 1º luglio il club annuncia di non voler riscattare il giocatore, nonostante il disappunto dell'allenatore Jurij Sëmin.

#### Rubin e Dinamo Batumi

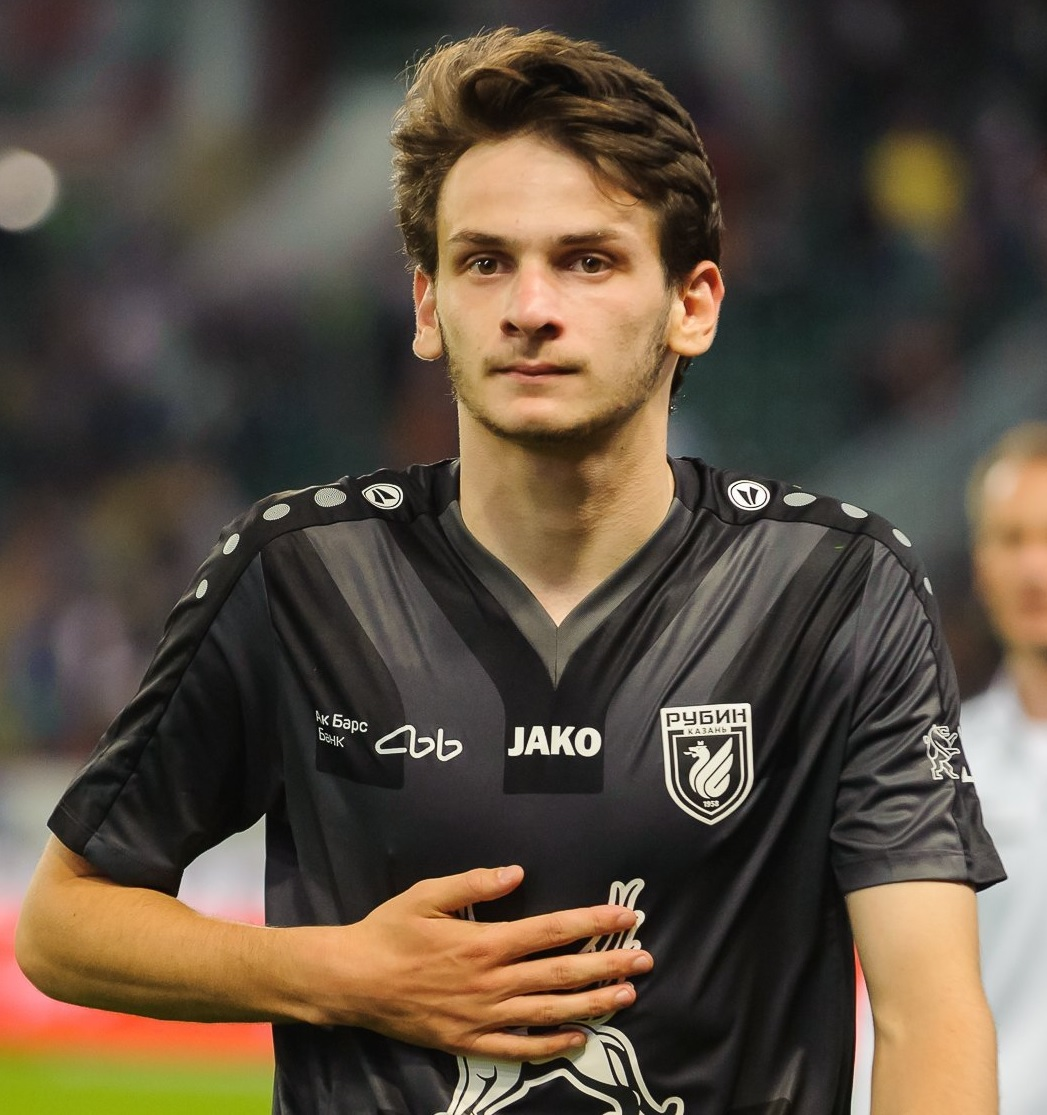
K'varatskhelia con il Rubin nel 2019

Il giocatore resta comunque in Russia, firmando il 6 luglio un contratto quinquennale con il Rubin Kazan. Debutta il 15 luglio seguente, proprio contro il Lokomotiv, trovando anche la rete del definitivo 1-1, la prima con la nuova maglia. Conclude il campionato 2019-2020 con 3 gol in 27 presenze, venendo infine nominato come miglior giovane della competizione. Nella stagione successiva migliora il suo score, siglando 4 reti in 23 presenze, e attirando su di sé le attenzioni dei grandi club europei. Nel dicembre 2020 viene eletto calciatore georgiano dell'anno. Il 26 maggio 2021 viene nominato, per la seconda stagione consecutiva, miglior giovane del campionato russo. Il 5 agosto seguente fa il suo debutto nelle competizioni europee, in occasione della trasferta contro i polacchi del Raków Częstochowa, valida per l'andata del terzo turno di qualificazione alla Conference League 2021-2022. Il 29 dicembre viene eletto nuovamente calciatore georgiano dell'anno.
Il 24 marzo 2022 rescinde il proprio contratto con il Rubin a causa di critiche e minacce indirizzate a lui e alla famiglia, dovute alla sua permanenza in Russia dopo l'invasione russa dell'Ucraina. K'varatskhelia decide quindi di tornare in patria e accasarsi alla Dinamo Batumi, firmando un contratto di due anni. Debutta il 2 aprile seguente, nel match vinto per 1-0 contro il Telavi. Il 18 aprile mette a segno i suoi primi due gol con la nuova maglia, nella vittoria per 5-2 contro il Gagra. Conclude la sua breve esperienza con il club georgiano collezionando 11 presenze totali e 8 reti, che gli valgono la nomina di miglior giocatore della prima parte di Erovnuli Liga 2022.

#### Napoli

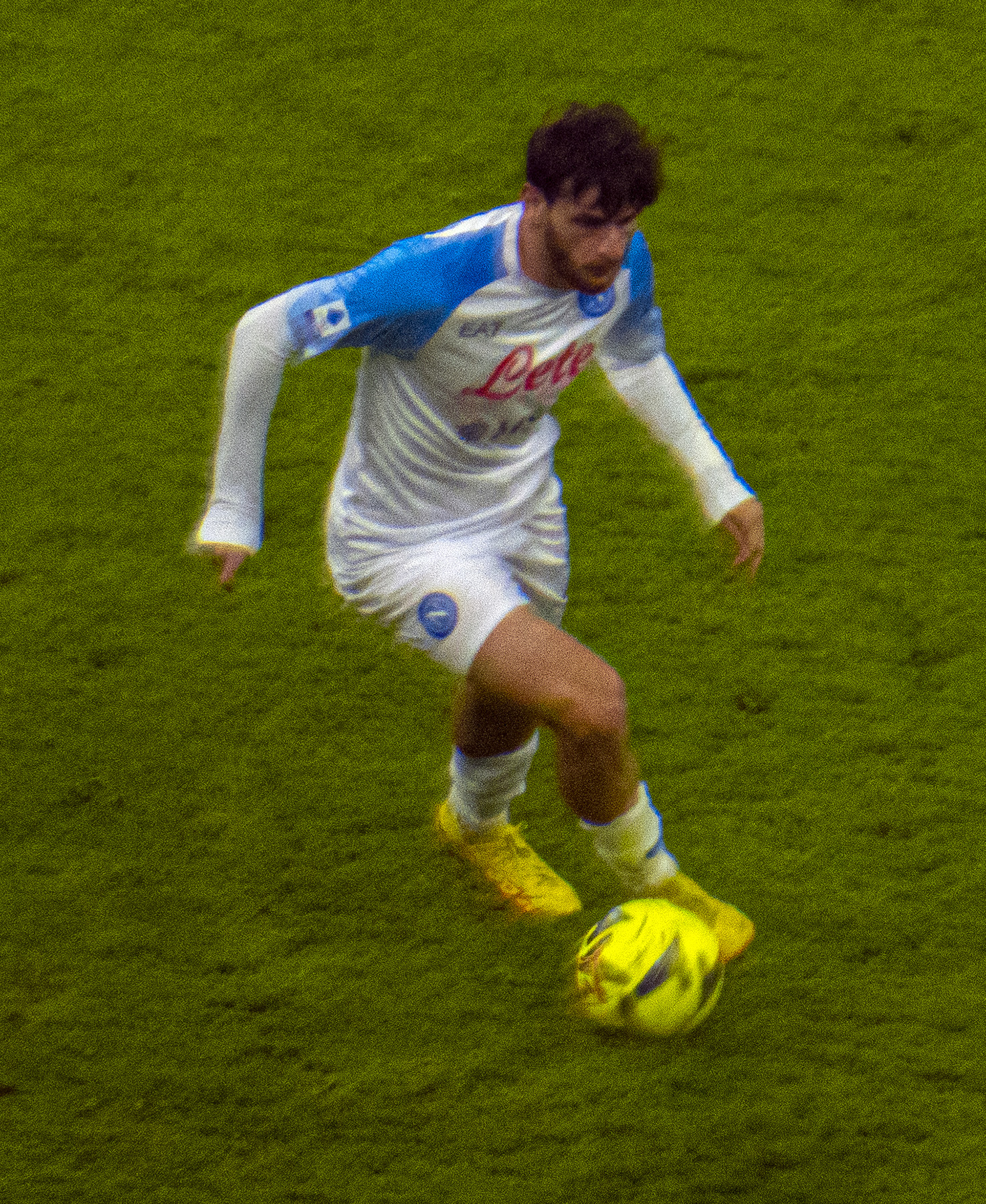
K'varatskhelia con il Napoli nel 2023

Il 1º luglio 2022 viene annunciato il suo passaggio a titolo definitivo al Napoli, scegliendo di indossare la maglia numero 77. Esordisce con i partenopei il 15 agosto seguente, in occasione della prima giornata di Serie A, contribuendo con un gol e un assist alla vittoria per 5-2 sul campo del Verona; diventa così il terzo giocatore georgiano a segnare almeno un gol nella massima serie italiana, dopo Kakha Kaladze e Levan Mch'edlidze. Il 21 agosto, invece, l'ala è protagonista nella vittoria casalinga per 4-0 contro il Monza, valida per la seconda giornata di campionato, in cui realizza la sua prima doppietta in maglia azzurra. Grazie a queste prestazioni viene premiato come miglior calciatore del mese di agosto sia dalla Lega Serie A sia dall'AIC. Esordisce in UEFA Champions League nella partita vinta per 4-1 in casa contro il Liverpool nella fase a gironi: nell'occasione serve un assist per il gol di Giovanni Simeone. Il 5 ottobre, invece, realizza la sua prima rete nella massima competizione europea, contribuendo anche con un assist per il compagno Giovanni Di Lorenzo alla vittoria per 6-1 in casa dell'Ajax. Il successivo 26 dicembre vince, per il terzo anno consecutivo, il premio di calciatore georgiano dell'anno. A inizio 2023 viene nominato miglior giocatore del mese di febbraio e del mese di marzo dalla Lega Serie A, diventando il primo ad aggiudicarsi il riconoscimento per tre volte in una stagione. Con il Napoli conquista lo scudetto nell'annata dell'esordio nel campionato italiano, venendo inoltre premiato come miglior calciatore del torneo. Vince, infine, anche il premio come miglior giovane della stagione di Champions League.
Il successivo 6 settembre viene incluso nella lista dei 30 candidati al Pallone d'oro, classificandosi infine al 17º posto. Il 27 dello stesso mese realizza il suo primo gol della stagione 2023-2024, in occasione del successo casalingo per 4-1 contro l'Udinese, valido per la sesta giornata di Serie A. Nonostante un campionato deludente per la squadra partenopea, chiuso al 10º posto in classifica, il rendimento complessivo del georgiano rimane comunque alto, con 11 reti segnate e 9 assist forniti in tutte le competizioni.
Anche nell'annata seguente, con l'arrivo di Antonio Conte sulla panchina degli azzurri, K'varatskhelia continua ad essere uno dei giocatori cardine della squadra, realizzando 5 gol e 3 assist nella prima parte di stagione. All'apertura del mercato invernale, tuttavia, il calciatore, al centro degli interessi di molti grandi club europei, chiede ufficialmente alla società partenopea di essere ceduto, dopo aver rifiutato il rinnovo di contratto. Il georgiano termina dunque la sua esperienza in maglia azzurra dopo due stagioni e mezza, in cui totalizza 107 presenze e 30 reti.

#### Paris Saint-Germain
Il 17 gennaio 2025 viene ceduto al Paris Saint-Germain, in Ligue 1, per 70 milioni di euro più 5 milioni di bonus; il giocatore firma un contratto di quattro anni e mezzo, scegliendo la maglia numero 7. Debutta il 25 dello stesso mese, scendendo in campo da titolare nella gara casalinga contro lo Stade Reims, terminata col risultato di 1-1; nell'occasione fornisce l'assist per la rete di Ousmane Dembélé. Il 7 febbraio, invece, realizza il suo primo gol con i parigini, nella vittoria interna per 4-1 ai danni del Monaco, valida per la 21ª giornata di campionato. Il 5 aprile seguente, con il successo per 1-0 ai danni dell'Angers, conquista matematicamente il suo primo titolo francese. Il 24 maggio vince anche la Coppa di Francia, pur non scendendo in campo nella finale contro lo Stade Reims, terminata 3-0 a favore dei parigini. Sette giorni dopo completa il treble, vincendo la UEFA Champions League (la prima sia per lui che per il club francese), in virtù del successo per 5-0 in finale contro l'Inter, durante il quale l'attaccante georgiano realizza la quarta marcatura dell'incontro.

### Nazionale
Dopo aver giocato nelle selezioni giovanili, il 7 giugno 2019 esordisce in nazionale maggiore, venendo schierato titolare nella partita casalinga vinta per 3-0 contro Gibilterra e valida per le qualificazioni agli Europei del 2020. Il 14 ottobre 2020 realizza il suo primo gol in nazionale, in occasione del match di Nations League contro la Macedonia del Nord, terminato col risultato di 1-1. L'11 novembre 2021 mette a segno la sua prima doppietta con la selezione georgiana, nella vittoria per 2-0 contro la Svezia, valida per le qualificazioni ai Mondiali 2022.
Le sue prestazioni risultano decisive durante la UEFA Nations League 2022-2023, in cui realizza cinque reti in sei partite, contribuendo così al raggiungimento del primo posto nel girone da parte della Georgia, con la conseguente promozione dalla Lega C alla Lega B. Quest'ultimo piazzamento consente inoltre alla nazionale georgiana di partecipare agli spareggi per il campionato d'Europa 2024, nonostante il quarto posto nel proprio girone di qualificazione, durante il quale K'varatskhelia mette a segno quattro gol in otto partite. I play-off vedono infine la Georgia conquistare la sua prima storica qualificazione a un campionato europeo, superando in semifinale il Lussemburgo per 2-0 e trionfando per 4-2 ai tiri di rigore nella finale contro la Grecia, terminata sul punteggio di 0-0 dopo i tempi supplementari.
Convocato per disputare il campionato d'Europa 2024, viene schierato titolare in tutte le partite disputate dalla Georgia, tra cui quella del 26 giugno 2024, valida per la terza giornata della fase a gironi, in cui segna la rete del provvisorio 1-0 contro il Portogallo (la gara terminerà poi col risultato di 2-0): nell'occasione, oltre a venire eletto uomo-partita dall'UEFA, contribuisce al passaggio del turno degli stessi georgiani, che verranno poi eliminati agli ottavi di finale dalla Spagna, vittoriosa per 4-1.

## Statistiche

### Presenze e reti nei club
Statistiche aggiornate al 17 agosto 2025.
| Stagione                   | Squadra                    | Campionato                 | Campionato | Campionato | Coppe nazionali | Coppe nazionali | Coppe nazionali | Coppe continentali | Coppe continentali | Coppe continentali | Altre coppe | Altre coppe | Altre coppe | Totale | Totale |
| Stagione                   | Squadra                    | Comp                       | Pres       | Reti       | Comp            | Pres            | Reti            | Comp               | Pres               | Reti               | Comp        | Pres        | Reti        | Pres   | Reti   |
| -------------------------- | -------------------------- | -------------------------- | ---------- | ---------- | --------------- | --------------- | --------------- | ------------------ | ------------------ | ------------------ | ----------- | ----------- | ----------- | ------ | ------ |
| 2017-mar. 2018             | Dinamo Tbilisi             | EL                         | 4          | 1          | CG              | 1               | 0               | -                  | -                  | -                  | -           | -           | -           | 5      | 1      |
| mar. 2018-feb. 2019        | Rustavi                    | EL                         | 18         | 3          | CG              | 0               | 0               | -                  | -                  | -                  | -           | -           | -           | 18     | 3      |
| feb.-giu. 2019             | Lokomotiv Mosca            | PL                         | 7          | 1          | CR              | 3               | 0               | -                  | -                  | -                  | -           | -           | -           | 10     | 1      |
| 2019-2020                  | Rubin                      | PL                         | 27         | 3          | CR              | 1               | 0               | -                  | -                  | -                  | -           | -           | -           | 28     | 3      |
| 2020-2021                  | Rubin                      | PL                         | 23         | 4          | CR              | 0               | 0               | -                  | -                  | -                  | -           | -           | -           | 23     | 4      |
| 2021-mar. 2022             | Rubin                      | PL                         | 19         | 2          | CR              | 1               | 0               | UECL               | 2                  | 0                  | -           | -           | -           | 22     | 2      |
| Totale Rubin               | Totale Rubin               | Totale Rubin               | 69         | 9          |                 | 2               | 0               |                    | 2                  | 0                  |             | -           | -           | 73     | 9      |
| mar.-giu. 2022             | Dinamo Batumi              | EL                         | 11         | 8          | CG              | 0               | 0               | -                  | -                  | -                  | -           | -           | -           | 11     | 8      |
| 2022-2023                  | Napoli                     | A                          | 34         | 12         | CI              | 0               | 0               | UCL                | 9                  | 2                  | -           | -           | -           | 43     | 14     |
| 2023-2024                  | Napoli                     | A                          | 34         | 11         | CI              | 1               | 0               | UCL                | 8                  | 0                  | SI          | 2           | 0           | 45     | 11     |
| 2024-gen. 2025             | Napoli                     | A                          | 17         | 5          | CI              | 2               | 0               | -                  | -                  | -                  | -           | -           | -           | 19     | 5      |
| Totale Napoli              | Totale Napoli              | Totale Napoli              | 85         | 28         |                 | 3               | 0               |                    | 17                 | 2                  |             | 2           | 0           | 107    | 30     |
| gen.-giu. 2025             | Paris Saint-Germain        | L1                         | 14         | 4          | CF              | 2               | 0               | UCL                | 9                  | 3                  | Cmc         | 3           | 1           | 28     | 8      |
| 2025-2026                  | Paris Saint-Germain        | L1                         | 1          | 0          | CF              | 0               | 0               | UCL                | 0                  | 0                  | SU          | 1           | 0           | 2      | 0      |
| Totale Paris Saint-Germain | Totale Paris Saint-Germain | Totale Paris Saint-Germain | 15         | 4          |                 | 2               | 0               |                    | 9                  | 3                  |             | 4           | 1           | 30     | 8      |
| Totale carriera            | Totale carriera            | Totale carriera            | 209        | 54         |                 | 11              | 0               |                    | 28                 | 5                  |             | 6           | 1           | 254    | 60     |

### Cronologia presenze e reti in nazionale
| Cronologia completa delle presenze e delle reti in nazionale ― Georgia | Cronologia completa delle presenze e delle reti in nazionale ― Georgia | Cronologia completa delle presenze e delle reti in nazionale ― Georgia | Cronologia completa delle presenze e delle reti in nazionale ― Georgia | Cronologia completa delle presenze e delle reti in nazionale ― Georgia | Cronologia completa delle presenze e delle reti in nazionale ― Georgia | Cronologia completa delle presenze e delle reti in nazionale ― Georgia | Cronologia completa delle presenze e delle reti in nazionale ― Georgia |
| Data                                                                   | Città                                                                  | In casa                                                                | Risultato                                                              | Ospiti                                                                 | Competizione                                                           | Reti                                                                   | Note                                                                   |
| ---------------------------------------------------------------------- | ---------------------------------------------------------------------- | ---------------------------------------------------------------------- | ---------------------------------------------------------------------- | ---------------------------------------------------------------------- | ---------------------------------------------------------------------- | ---------------------------------------------------------------------- | ---------------------------------------------------------------------- |
| 7-6-2019                                                               | Tbilisi                                                                | Georgia                                                                | 3 – 0                                                                  | Gibilterra                                                             | Qual. Euro 2020                                                        | -                                                                      | 47’                                                                    |
| 5-9-2020                                                               | Tallinn                                                                | Estonia                                                                | 0 – 1                                                                  | Georgia                                                                | UEFA Nations League 2020-2021 - 1º turno                               | -                                                                      | 90'+2’                                                                 |
| 8-9-2020                                                               | Tbilisi                                                                | Georgia                                                                | 1 – 1                                                                  | Macedonia del Nord                                                     | UEFA Nations League 2020-2021 - 1º turno                               | -                                                                      |                                                                        |
| 8-10-2020                                                              | Tbilisi                                                                | Georgia                                                                | 1 – 0                                                                  | Bielorussia                                                            | Qual. Euro 2020                                                        | -                                                                      | 90’                                                                    |
| 14-10-2020                                                             | Skopje                                                                 | Macedonia del Nord                                                     | 1 – 1                                                                  | Georgia                                                                | UEFA Nations League 2020-2021 - 1º turno                               | 1                                                                      | 71’                                                                    |
| 25-3-2021                                                              | Solna                                                                  | Svezia                                                                 | 1 – 0                                                                  | Georgia                                                                | Qual. Mondiali 2022                                                    | -                                                                      | 46’                                                                    |
| 28-3-2021                                                              | Tbilisi                                                                | Georgia                                                                | 1 – 2                                                                  | Spagna                                                                 | Qual. Mondiali 2022                                                    | 1                                                                      | 79’                                                                    |
| 31-3-2021                                                              | Tessalonica                                                            | Grecia                                                                 | 1 – 1                                                                  | Georgia                                                                | Qual. Mondiali 2022                                                    | 1                                                                      |                                                                        |
| 9-10-2021                                                              | Batumi                                                                 | Georgia                                                                | 0 – 2                                                                  | Grecia                                                                 | Qual. Mondiali 2022                                                    | -                                                                      |                                                                        |
| 12-10-2021                                                             | Pristina                                                               | Kosovo                                                                 | 1 – 2                                                                  | Georgia                                                                | Qual. Mondiali 2022                                                    | -                                                                      | 72’                                                                    |
| 11-11-2021                                                             | Batumi                                                                 | Georgia                                                                | 2 – 0                                                                  | Svezia                                                                 | Qual. Mondiali 2022                                                    | 2                                                                      | 81’                                                                    |
| 15-11-2021                                                             | Gori                                                                   | Georgia                                                                | 1 – 0                                                                  | Uzbekistan                                                             | Amichevole                                                             | -                                                                      | 61’                                                                    |
| 25-3-2022                                                              | Zenica                                                                 | Bosnia ed Erzegovina                                                   | 0 – 1                                                                  | Georgia                                                                | Amichevole                                                             | -                                                                      | 75’                                                                    |
| 2-6-2022                                                               | Tbilisi                                                                | Georgia                                                                | 4 – 0                                                                  | Gibilterra                                                             | UEFA Nations League 2022-2023 - 1º turno                               | 1                                                                      | 63’                                                                    |
| 5-6-2022                                                               | Razgrad                                                                | Bulgaria                                                               | 2 – 5                                                                  | Georgia                                                                | UEFA Nations League 2022-2023 - 1º turno                               | 1                                                                      | 67’                                                                    |
| 9-6-2022                                                               | Skopje                                                                 | Macedonia del Nord                                                     | 0 – 3                                                                  | Georgia                                                                | UEFA Nations League 2022-2023 - 1º turno                               | 1                                                                      | 83’                                                                    |
| 12-6-2022                                                              | Tbilisi                                                                | Georgia                                                                | 0 – 0                                                                  | Bulgaria                                                               | UEFA Nations League 2022-2023 - 1º turno                               | -                                                                      |                                                                        |
| 23-9-2022                                                              | Tbilisi                                                                | Georgia                                                                | 2 – 0                                                                  | Macedonia del Nord                                                     | UEFA Nations League 2022-2023 - 1º turno                               | 1                                                                      |                                                                        |
| 26-9-2022                                                              | Gibilterra                                                             | Gibilterra                                                             | 1 – 2                                                                  | Georgia                                                                | UEFA Nations League 2022-2023 - 1º turno                               | 1                                                                      | 72’                                                                    |
| 28-3-2023                                                              | Batumi                                                                 | Georgia                                                                | 1 – 1                                                                  | Norvegia                                                               | Qual. Euro 2024                                                        | -                                                                      |                                                                        |
| 17-6-2023                                                              | Larnaca                                                                | Cipro                                                                  | 1 – 2                                                                  | Georgia                                                                | Qual. Euro 2024                                                        | -                                                                      |                                                                        |
| 20-6-2023                                                              | Glasgow                                                                | Scozia                                                                 | 2 – 0                                                                  | Georgia                                                                | Qual. Euro 2024                                                        | -                                                                      |                                                                        |
| 8-9-2023                                                               | Tbilisi                                                                | Georgia                                                                | 1 – 7                                                                  | Spagna                                                                 | Qual. Euro 2024                                                        | -                                                                      | 82’                                                                    |
| 12-9-2023                                                              | Oslo                                                                   | Norvegia                                                               | 2 – 1                                                                  | Georgia                                                                | Qual. Euro 2024                                                        | -                                                                      |                                                                        |
| 12-10-2023                                                             | Tbilisi                                                                | Georgia                                                                | 8 – 0                                                                  | Thailandia                                                             | Amichevole                                                             | 1                                                                      | 58’                                                                    |
| 15-10-2023                                                             | Tbilisi                                                                | Georgia                                                                | 4 – 0                                                                  | Cipro                                                                  | Qual. Euro 2024                                                        | 1                                                                      | 85’                                                                    |
| 16-11-2023                                                             | Tbilisi                                                                | Georgia                                                                | 2 – 2                                                                  | Scozia                                                                 | Qual. Euro 2024                                                        | 2                                                                      | 90’                                                                    |
| 19-11-2023                                                             | Valladolid                                                             | Spagna                                                                 | 3 – 1                                                                  | Georgia                                                                | Qual. Euro 2024                                                        | 1                                                                      | 75’                                                                    |
| 26-3-2024                                                              | Tbilisi                                                                | Georgia                                                                | 0 – 0 dts (4 – 2 dtr)                                                  | Grecia                                                                 | Qual. Euro 2024                                                        | -                                                                      | 109’                                                                   |
| 9-6-2024                                                               | Podgorica                                                              | Montenegro                                                             | 1 – 3                                                                  | Georgia                                                                | Amichevole                                                             | -                                                                      | 80’                                                                    |
| 18-6-2024                                                              | Dortmund                                                               | Turchia                                                                | 3 – 1                                                                  | Georgia                                                                | Euro 2024 - 1º turno                                                   | -                                                                      |                                                                        |
| 22-6-2024                                                              | Amburgo                                                                | Georgia                                                                | 1 – 1                                                                  | Rep. Ceca                                                              | Euro 2024 - 1º turno                                                   | -                                                                      | 82’                                                                    |
| 26-6-2024                                                              | Gelsenkirchen                                                          | Georgia                                                                | 2 – 0                                                                  | Portogallo                                                             | Euro 2024 - 1º turno                                                   | 1                                                                      | 81’                                                                    |
| 30-6-2024                                                              | Colonia                                                                | Spagna                                                                 | 4 – 1                                                                  | Georgia                                                                | Euro 2024 - Ottavi di finale                                           | -                                                                      |                                                                        |
| 7-9-2024                                                               | Tbilisi                                                                | Georgia                                                                | 4 – 1                                                                  | Rep. Ceca                                                              | UEFA Nations League 2024-2025 - 1º turno                               | 1                                                                      | 74’                                                                    |
| 10-9-2024                                                              | Tirana                                                                 | Albania                                                                | 0 – 1                                                                  | Georgia                                                                | UEFA Nations League 2024-2025 - 1º turno                               | -                                                                      | 75’                                                                    |
| 11-10-2024                                                             | Poznań                                                                 | Ucraina                                                                | 1 – 0                                                                  | Georgia                                                                | UEFA Nations League 2024-2025 - 1º turno                               | -                                                                      |                                                                        |
| 14-10-2024                                                             | Tbilisi                                                                | Georgia                                                                | 0 – 1                                                                  | Albania                                                                | UEFA Nations League 2024-2025 - 1º turno                               | -                                                                      |                                                                        |
| 16-11-2024                                                             | Batumi                                                                 | Georgia                                                                | 1 – 1                                                                  | Ucraina                                                                | UEFA Nations League 2024-2025 - 1º turno                               | -                                                                      |                                                                        |
| 19-11-2024                                                             | Olomouc                                                                | Rep. Ceca                                                              | 2 – 1                                                                  | Georgia                                                                | UEFA Nations League 2024-2025 - 1º turno                               | -                                                                      | 90+4’                                                                  |
| 23-3-2025                                                              | Tbilisi                                                                | Georgia                                                                | 6 – 1                                                                  | Armenia                                                                | UEFA Nations League 2024-2025 - Play-off                               | 1                                                                      |                                                                        |
| Totale                                                                 |                                                                        | Presenze                                                               | 41                                                                     |                                                                        | Reti (3º posto)                                                        | 18                                                                     |                                                                        |

| Cronologia completa delle presenze e delle reti in nazionale ― Georgia under 21 | Cronologia completa delle presenze e delle reti in nazionale ― Georgia under 21 | Cronologia completa delle presenze e delle reti in nazionale ― Georgia under 21 | Cronologia completa delle presenze e delle reti in nazionale ― Georgia under 21 | Cronologia completa delle presenze e delle reti in nazionale ― Georgia under 21 | Cronologia completa delle presenze e delle reti in nazionale ― Georgia under 21 | Cronologia completa delle presenze e delle reti in nazionale ― Georgia under 21 | Cronologia completa delle presenze e delle reti in nazionale ― Georgia under 21 |
| Data                                                                            | Città                                                                           | In casa                                                                         | Risultato                                                                       | Ospiti                                                                          | Competizione                                                                    | Reti                                                                            | Note                                                                            |
| ------------------------------------------------------------------------------- | ------------------------------------------------------------------------------- | ------------------------------------------------------------------------------- | ------------------------------------------------------------------------------- | ------------------------------------------------------------------------------- | ------------------------------------------------------------------------------- | ------------------------------------------------------------------------------- | ------------------------------------------------------------------------------- |
| 15-11-2019                                                                      | Tomblaine                                                                       | Francia under 21                                                                | 3 – 2                                                                           | Georgia under 21                                                                | Qual. Europeo Under-21 2021                                                     | 1                                                                               | 59’ 90’                                                                         |
| 18-11-2019                                                                      | Nitra                                                                           | Slovacchia under 21                                                             | 3 – 2                                                                           | Georgia under 21                                                                | Qual. Europeo Under-21 2021                                                     | -                                                                               | 43’                                                                             |
| Totale                                                                          |                                                                                 | Presenze                                                                        | 2                                                                               |                                                                                 | Reti                                                                            | 1                                                                               |                                                                                 |

| Cronologia completa delle presenze e delle reti in nazionale ― Georgia under 19 | Cronologia completa delle presenze e delle reti in nazionale ― Georgia under 19 | Cronologia completa delle presenze e delle reti in nazionale ― Georgia under 19 | Cronologia completa delle presenze e delle reti in nazionale ― Georgia under 19 | Cronologia completa delle presenze e delle reti in nazionale ― Georgia under 19 | Cronologia completa delle presenze e delle reti in nazionale ― Georgia under 19 | Cronologia completa delle presenze e delle reti in nazionale ― Georgia under 19 | Cronologia completa delle presenze e delle reti in nazionale ― Georgia under 19 |
| Data                                                                            | Città                                                                           | In casa                                                                         | Risultato                                                                       | Ospiti                                                                          | Competizione                                                                    | Reti                                                                            | Note                                                                            |
| ------------------------------------------------------------------------------- | ------------------------------------------------------------------------------- | ------------------------------------------------------------------------------- | ------------------------------------------------------------------------------- | ------------------------------------------------------------------------------- | ------------------------------------------------------------------------------- | ------------------------------------------------------------------------------- | ------------------------------------------------------------------------------- |
| 8-11-2017                                                                       | Bijeljina                                                                       | Bosnia ed Erzegovina under 19                                                   | 1 – 0                                                                           | Georgia under 19                                                                | Qual. Europeo Under-19 2018                                                     | -                                                                               | 90’                                                                             |
| 11-11-2017                                                                      | Nova Gradiška                                                                   | Georgia under 19                                                                | 1 – 1                                                                           | Andorra under 19                                                                | Qual. Europeo Under-19 2018                                                     | -                                                                               |                                                                                 |
| 14-11-2017                                                                      | Bijeljina                                                                       | Georgia under 19                                                                | 1 – 1                                                                           | Francia under 19                                                                | Qual. Europeo Under-19 2018                                                     | -                                                                               | 61’                                                                             |
| 5-9-2018                                                                        | Doboj                                                                           | Bosnia ed Erzegovina under 19                                                   | 1 – 1                                                                           | Georgia under 19                                                                | Amichevole                                                                      | 1                                                                               |                                                                                 |
| 14-11-2018                                                                      | Tbilisi                                                                         | Georgia under 19                                                                | 7 – 0                                                                           | Liechtenstein under 19                                                          | Qual. Europeo Under-19 2019                                                     | 1                                                                               | 56’                                                                             |
| 17-11-2018                                                                      | Tbilisi                                                                         | Georgia under 19                                                                | 1 – 2                                                                           | Azerbaigian under 19                                                            | Qual. Europeo Under-19 2019                                                     | -                                                                               |                                                                                 |
| 20-11-2018                                                                      | Tbilisi                                                                         | Israele under 19                                                                | 1 – 1                                                                           | Georgia under 19                                                                | Qual. Europeo Under-19 2019                                                     | -                                                                               |                                                                                 |
| 5-12-2018                                                                       | Zestaponi                                                                       | Georgia under 19                                                                | 2 – 1                                                                           | Italia under 19                                                                 | Amichevole                                                                      | -                                                                               | 46’                                                                             |
| 9-10-2019                                                                       | Győr                                                                            | Ungheria under 19                                                               | 2 – 4                                                                           | Georgia under 19                                                                | Qual. Europeo Under-19 2020                                                     | 1                                                                               | 32’                                                                             |
| Totale                                                                          |                                                                                 | Presenze                                                                        | 9                                                                               |                                                                                 | Reti                                                                            | 3                                                                               |                                                                                 |

## Palmarès

### Club

#### Competizioni nazionali
- Coppa di Russia: 1

Lokomotiv Mosca: 2018-2019
- Campionato italiano: 1

Napoli: 2022-2023
- Campionato francese: 1

Paris Saint-Germain: 2024-2025
- Coppa di Francia: 1

Paris Saint-Germain: 2024-2025

#### Competizioni internazionali
- UEFA Champions League: 1

Paris Saint-Germain: 2024-2025
- Supercoppa UEFA: 1

Paris Saint-Germain: 2025

### Individuale
- Miglior giovane della Prem'er-Liga: 2

2019-2020, 2020-2021
- Calciatore georgiano dell'anno: 4

2020, 2021, 2022, 2023
- Premi Lega Serie A: 1

Migliore in assoluto: 2022-2023
- Giovane dell'anno della UEFA Champions League: 1

2022-2023
- Gran Galà del calcio AIC: 2

Squadra dell'anno: 2023
Gol dell'anno: 2023